# الیس پری
اِلیس پِری (انگلیسی: Ellyse Perry؛ زادهٔ ۳ نوامبر ۱۹۹۰) بازیکن فوتبال و کریکت اهل استرالیاست.
او برای تیم ملی فوتبال زنان استرالیا و نیز برای تیم ملی کریکت زنان استرالیا بازی کرده است.